# Lorenzo Natali
Lorenzo Natali Pierucci Bondicchi (Firenze, 2 ottobre 1922 – Roma, 29 agosto 1989) è stato un politico italiano.
Esponente della corrente fanfaniana della Democrazia Cristiana, fu più volte ministro e commissario europeo.

## Biografia
I genitori di Natali erano nativi di Colle di Buggiano, in provincia di Pistoia. La madre era contessina, mentre il padre era figlio di un fattore, ma si laureò in medicina. Nel 1925 il padre vinse un posto da primario all'ospedale dell'Aquila e l'intera famiglia si trasferì in Abruzzo. Natali crebbe e visse all'Aquila. Nel 1929 la madre di Natali morì di parto.
Natali fu molto influenzato dal padre, convinto antifascista. Conseguì la maturità classica al liceo Domenico Cotugno dell'Aquila, poi si trasferì a Colle di Buggiano per studiare giurisprudenza a Firenze. Dopo la laurea divenne avvocato.

### Carriera politica
Durante la seconda guerra mondiale Natali fu responsabile dei gruppi giovanili cattolici aquilani. Aderì come volontario al Corpo Italiano di Liberazione e partecipò alla lotta contro i nazifascisti dal 16 giugno al 17 luglio 1944 nelle file del 4º reggimento XXXIII Bersaglieri. Il 17 luglio fu ferito in battaglia sul fiume Musone nelle Marche, e il 27 aprile 1945 ricevette la Croce al Valor Militare.
Nel dopoguerra fu segretario provinciale della Democrazia Cristiana e assessore al Comune dell'Aquila. Si candidò alle elezioni politiche del 1948, ma fu il primo dei non eletti. Dopo la morte di Alfredo Proia, il 26 ottobre 1950 Natali subentrò come membro della Camera dei Deputati, ad appena 28 anni. Fu continuamente rieletto nelle legislature successive e fu deputato ininterrottamente fino alle dimissioni l'11 gennaio 1977, seguite alla sua nomina a commissario europeo.
Il 5 giugno 1951, durante un comizio di Natali a Venere di Pescina dei Marsi, un attentato provocò la morte di Pietro Pollio, un contadino di 27 anni, e il grave ferimento di un altro presente. La dinamica dell'attentato rimase poco chiara e la vicenda fu ricostruita in maniera opposta da parte comunista e da parte democristiana.
Legato a Giorgio La Pira, Natali era un esponente della corrente fanfaniana della Democrazia Cristiana. Fu a lungo l'avversario principale di Remo Gaspari, altro importante politico abruzzese, esponente della corrente dorotea. I due si prodigarono per far costruire le due autostrade tra l'Abruzzo e Roma: la Roma-L'Aquila per collegare la capitale con il collegio di Natali e la Torano-Pescara per favorire la zona di influenza di Gaspari.

#### Incarichi di governo
Nel 1955 Natali fu nominato sottosegretario alla Presidenza del Consiglio dei ministri per la stampa e l'informazione nell'ambito del governo Segni I. In tale veste partecipò alla firma dei Trattati di Roma il 25 marzo 1957. Successivamente ricoprì le cariche di sottosegretario al ministero delle finanze (governo Zoli e governo Fanfani II) e al ministero del tesoro (governo Tambroni, governo Fanfani III, governo Fanfani IV, governo Leone I e governo Moro I).
Nel 1966 fu nominato per la prima volta ministro ed entrò a far parte del governo Moro III come Ministro della marina mercantile. In seguito fu Ministro dei lavori pubblici nei governi Leone II e Rumor II, ministro del turismo e dello spettacolo nel governo Rumor I e ministro dell'agricoltura nei governi Rumor III, Colombo, Andreotti I e II.

#### Commissario europeo
Nel 1976 Natali fu indicato dal governo italiano come membro della commissione delle Comunità europee. Entrò in carica nel gennaio 1977 come vicepresidente della commissione e commissario per l'energia, l'ambiente e l'allargamento nell'ambito della Commissione Jenkins. Tra il 1981 e il 1985 fu vicepresidente e commissario europeo per le politiche mediterranee, l'allargamento e l'informazione nella Commissione Thorn e dal 1985 al 1988 fu vicepresidente vicario e commissario per la cooperazione e lo sviluppo e l'allargamento nell'ambito della Commissione Delors I.
Alla fine del 1988, il governo italiano decise di non confermare Natali come commissario europeo, benché il presidente della commissione Jacques Delors lo avesse esplicitamente richiesto. Natali aveva infatti un ottimo rapporto con Delors e si occupava di gestire i rapporti interni alla commissione mentre il presidente curava soprattutto i rapporti con le altre istituzioni e i governi. Ai funerali di Natali Delors deplorò la scelta del governo italiano.
In quanto commissario per l'allargamento, fu Natali a gestire l'allargamento delle Comunità europee alla Grecia nel 1981 e alla Spagna e al Portogallo nel 1986. Come commissario all'ambiente, promosse una serie di misure per il controllo dell'inquinamento dell'aria e dell'acqua e promosse la direttiva "Seveso". Si occupò inoltre delle relazioni con il Parlamento europeo e soprattutto la preparazione delle sue prime elezioni a suffragio universale nel giugno 1979.

### Altri incarichi
Natali ricoprì molti incarichi di rilievo all'interno della Coldiretti. Presiedette l'Accademia italiana di Scienze biologiche e Morali e la Fondazione Nazionale Carlo Collodi".
Morì il 29 agosto 1989 ed è sepolto nella cappella di famiglia a Colle di Buggiano.

## Premi e riconoscimenti
- Premio Agricoltura 2000, 1989[1]
- Nel 1991 la Commissione europea ha lanciato il Premio Lorenzo Natali. Si tratta di premio giornalistico riservato ai temi dello sviluppo, della democrazia e dei diritti umani, organizzato in collaborazione con Reporters sans frontières e la World Association of Newspapers[3].
- All'Aquila gli è stato intitolato il terminal bus dell'area di Collemaggio e il viale dell'ospedale S. Salvatore.

## Famiglia
Natali era primogenito di quattro figli, aveva un fratello e due sorelle. Si sposò con Paola Speranza nel 1955 ed ebbe due figlie, Maria Francesca (nata nel 1957) ed Elena (nata nel 1960).